# C'est un oiseau qui vient de France
 (signalé en juin 2025).
Si vous disposez d'ouvrages ou d'articles de référence ou si vous connaissez des sites web de qualité traitant du thème abordé ici, merci de compléter l'article en donnant les références utiles à sa vérifiabilité et en les liant à la section « Notes et références ».
- Archive Wikiwix
- Bing
- Cairn
- DuckDuckGo
- E. Universalis
- Gallica
- Google
- G. Books
- G. News
- G. Scholar
- Persée
- Qwant
- (zh) Baidu
- (ru) Yandex
- (wd) trouver des œuvres sur Wikidata

C'est un oiseau qui vient de France est une chanson revancharde de 1885, évoquant l'Alsace-Lorraine.
Les paroles sont de Camille Soubise (1833-1901) (de son vrai nom Alphonse Vandencamp) et la musique de Frédéric Boissière (1841-1889).
La chanson raconte l'espoir suscité chez une fillette et un vieillard d'Alsace annexée à l'Allemagne, par la vision d'une hirondelle qui a franchi les Vosges en venant de France :
Les cœurs palpitaient d'espérance

Et l'enfant dit aux soldats :

« Sentinelles, ne tirez pas,

Sentinelles, ne tirez pas.

C'est un oiseau qui vient de France »
Dans le dernier couplet, la sentinelle allemande abat l'oiseau.